# Erebia sajana
Erebia sajana är en fjärilsart som beskrevs av Goltz 1930. Erebia sajana ingår i släktet Erebia och familjen praktfjärilar. Inga underarter finns listade i Catalogue of Life.